# KUSHIDA
쿠시다 유우지로(櫛田雄二郎, 1983년 5월 12일 ~ )는 링네임 KUSHIDA로 잘 알려진 일본의 프로레슬링 선수이자 전직 종합격투기 선수이다. 현재 신일본 프로레슬링에서 뛰고 있다. KUSHIDA는 IWGP 주니어 헤비급 왕좌를 다섯번, IWGP 주니어 태그 왕좌를 앨릭스 셸리와 함께 두번 차지했다. 키는 175cm 몸무게는 85kg이다.

## 수상
- NXT 크루저웨이트 챔피언 1회